# Cerapachys nitens
Cerapachys nitens é uma espécie de formiga do gênero Cerapachys.